# 孩兒蔘
孩儿参又称太子参，亦称异叶假繁缕；为石竹科孩儿参属的植物。

## 形态
多年生草本；直生纺锤状块根，倒披针形叶子对生，夏季开两型花：茎顶的花白色、有花瓣，常不孕；近基部的花没有花瓣，结果实；球形蒴果。

## 分布
分布于日本、朝鲜以及中国的安徽、湖南、山东、江西、江苏、浙江、内蒙古、陕西、湖北、辽宁、河南、河北、四川等地，生长于海拔800米至2,700米的地区，多生在山谷林下阴湿处。位于中国福建省宁德市的柘荣县被誉为“中国太子参之乡”。

## 药用
中医学上以块根入药，性平、味甘微苦，功能益气、生津，主治肺虚咳嗽、脾胃虚弱等症。
须根传统上是加工废弃物，但在动物饲养上也有药效，现在用作饲料添加剂。
内含化学成分可分为挥发油、皂苷、多糖、环肽、生物碱等几大类。其中多糖、环肽、生物碱中有几个成分在动物模型中有药理作用。这些分离产物都未用于临床，临床上还是以直接运用植物组织为主。

## 外部連結
- 太子參 Taizishen（页面存档备份，存于） 中藥材圖像數據庫 (香港浸會大學中醫藥學院)
- 太子參 Tai Zi Shen（页面存档备份，存于） 中藥標本數據庫 (香港浸會大學中醫藥學院) （繁體中文）（英文）

1. 1 2  NI Jian-cheng, FAN Yong-fei. . 中草药. 2023-03-18, 54 (6): 1963–1977  [2024-12-25]. ISSN 0253-2670. doi:10.7501/j.issn.0253-2670.2023.06.029. （原始内容存档于2025-04-05） （cn）.